# Gazit
Gazit (hebrejsky גָּזִית, anglicky Gazit) je vesnice typu kibuc v Izraeli, v Severním distriktu, v Oblastní radě Jizre'elské údolí.

## Geografie
Leží v nadmořské výšce 127 metrů v Dolní Galileji, na severním okraji planiny Ramot Isachar, v rovinaté krajině mezi horou Tavor a masivem Giv'at ha-More, v oblasti s intenzivním zemědělstvím. Severně od obce protéká vodní tok Nachal Tavor, v jehož okolí se rozkládá přírodní rezervace. K Nachal Tavor odtud směřuje vádí Nachal Gazit, které pak ústí do Nachal Šumar. Jihovýchodně od vesnice se rozkládá náhorní plošina Giv'at Chamud.
Vesnice se nachází cca 15 kilometrů severovýchodně od centra města Afula, cca 88 kilometrů severovýchodně od centra Tel Avivu a cca 47 kilometrů jihovýchodně od centra Haify. Gazit obývají Židé, přičemž osídlení v tomto regionu je etnicky smíšené. 2 kilometry západně od vesnice leží obec Kafr Misr, kterou obývají izraelští Arabové. Další arabské vesnice se nacházejí na svazích Giv'at ha-More. Jiné obce v okolní krajině jsou židovské (Kfar Tavor, Ejn Dor).
Gazit je na dopravní síť napojen pomocí lokální silnice číslo 7276.

## Dějiny
Gazit byl podle oficiální databáze sídel založen v roce 1948. Jako datum založení se ale uvádí leden 1947, kdy se zformovala skupina tvořená nejprve židovskými přistěhovalci z Turecka s cílem založit vlastní kibuc. Během války za nezávislost v roce 1948 byla ovšem skupina dočasně rozpuštěna, respektive její členové nasazeni na různé práce. Dostali se i do této oblasti, poblíž již existující židovské osady Kfar Tavor.
Až do roku 1948 se 1 kilometr severovýchodně od nynějšího kibucu rozkládala arabská vesnice al-Tira. Roku 1931 měla 108 obyvatel a 24 domů. Stála tu muslimská svatyně al-Šajch Dhijab. V březnu 1948, v počáteční fázi války za nezávislost, byla al-Tira dobyta izraelskými silami a místní arabské obyvatelstvo vysídleno, prý na příkaz funkcionáře Židovského národního fondu Josefa Weitze. Zástavba pak byla zbořena.
Židovští osadníci dočasně sídlili v opuštěné arabské vesnici. Mezitím se do této skupiny zapojili přistěhovalci z Polska a většina původních členů tureckého původu ji opustila. Další složkou zakladatelů kibucu byli Židé z Argentiny. V roce 1950 se dosavadní provizorní tábor na tomto místě změnil v trvalou osadu a přesunul se do nynější lokality. V roce 1951 ovšem prošel kibuc politickým rozkolem, po kterém ho opustilo 48 jeho členů s výrazně levicovou orientací.
Ekonomika kibucu Gazit je založena na zemědělství a průmyslu. V květnu 2008 prošel kibuc privatizací a jeho členové jsou již odměňováni individuálně, podle vykonané práce. V obci fungují zařízení předškolní péče o děti. Základní škola je v kibucu Merchavija. Je tu k dispozici plavecký bazén, lékařská a zubní ordinace. Až 85 % příjmů kibucu vytváří zdejší průmyslová firma Plazit zaměřená na výrobu plastů.

## Demografie
Obyvatelstvo kibucu Gazit je sekulární. Podle údajů z roku 2014 tvořili naprostou většinu obyvatel v Gazit Židé (včetně statistické kategorie "ostatní", která zahrnuje nearabské obyvatele židovského původu ale bez formální příslušnosti k židovskému náboženství).
Jde o menší sídlo vesnického typu s dlouhodobě stagnující populací. K 31. prosinci 2014 zde žilo 640 lidí. Během roku 2014 populace stoupla o 0,0 %.
| Rok            | 1948 | 1961 | 1972 | 1983 | 1995 | 2001 | 2003 | 2004 | 2005 | 2006 | 2007 | 2008 | 2009 | 2010 | 2011 | 2012 | 2013 | 2014 |
| -------------- | ---- | ---- | ---- | ---- | ---- | ---- | ---- | ---- | ---- | ---- | ---- | ---- | ---- | ---- | ---- | ---- | ---- | ---- |
| Počet obyvatel | 6    | 302  | 430  | 579  | 609  | 586  | 571  | 570  | 565  | 562  | 558  | 537  | 589  | 598  | 616  | 617  | 640  | 640  |